# 8월 22일
8월 22일은 그레고리력으로 234번째(윤년일 경우 235번째) 날에 해당한다.

## 사건
- 1485년 - 보즈워스 전투를 마지막으로 장미 전쟁이 끝나고, 헨리 7세가 영국 국왕으로 즉위하다.
- 1864년 - 제네바 협약이 맺어지고 그 결과 적십자가 탄생하다.
- 1904년 - 제1차 한일 협약이 체결되다.
- 1910년 - 한일 병합 조약이 체결되다.
- 1965년 - 대한민국, 전국 고교생 및 대학생 1만여 명, 한일협정 비준 무효화 요구 시위.
- 1966년 - 아시아개발은행(ADB) 발족.
- 1974년 - 대한민국, 신민당, 당수에 김영삼 의원 선출.
- 1980년 - 대한민국, 신군부 실권자 전두환, 대장으로 전역.
- 1990년 - 대한민국과 니카라과 수교.
- 1991년 - 대한민국과 알바니아 수교.
- 1997년 - 장승길 이집트 주재 조선민주주의인민공화국 대사 가족이 미국에 망명.
- 2000년 - 일본 도쿄에서 제10차 조선민주주의인민공화국-일본 간 국교정상회담 개최.

## 문화
- 1937년 - 일본, 서울 전역에 등화관제 실시.
- 1946년 - 국립 서울대학교 설치령 공포.
- 1968년 - 교황 바오로 6세, 콜롬비아 방문. 로마 교황으로는 최초로 남미를 방문했음.
- 1994년 - 만국우편연합(UPU) 21차 총회, 서울종합전시장서 개막.
- 2002년 - 대한민국, 위암과 대장암을 동시 절제 복강경 수술 국내 첫 성공.
- 2006년 - 무궁화 5호 발사.
- 2008년 - 대한민국 vs 일본과의 베이징 올림픽 야구 준결승전에서 6:2로 역전승을 거두고 최초로 결승전에 진출함.
- 2014년 - LG챔피언스파크가 개장하다.

## 탄생
- 1760년 - 제252대의 교황 교황 레오 12세. (~1829년)
- 1818년 - 독일의 법학자 루돌프 폰 예링. (~1892년)
- 1862년 - 프랑스의 작곡가 클로드 드뷔시. (~1918년)
- 1885년 - 대한민국의 독립운동가 배경진. (~1934년)
- 1889년 - 미국의 야구 선수 월리 샹. (~1965년)
- 1902년 - 독일의 영화 감독 레니 리펜슈탈. (~2003년)
- 1904년 - 중국의 정치인 덩샤오핑. (~1997년)
- 1908년 - 프랑스의 사진작가 앙리 카르티에 브레송. (~2004년)
- 1915년 - 미국의 활동가, 저술가 데이비드 델린저. (~2004년)
- 1920년 - 미국의 작가 레이 브래드버리. (~2012년)
- 1922년 - 프랑스의 배우 미셸린 프레슬. (~2024년)
- 1925년 - 잉글랜드의 배우 오너 블랙먼. (~2020년)
- 1928년 - 독일의 작곡가 카를하인츠 슈토크하우젠. (~2007년)
- 1931년 - 대한민국의 언론 출신 정치인 조세형. (~2009년)
- 1934년
  - 미국의 장군 노먼 슈워츠코프. (~2012년)
  - 튀르키예의 음악가 아이라 에르두란. (~2025년)
- 1936년
  - 대한민국의 정치인 고동주. (~2023년)
  - 일본의 배우 카와구치 히로시. (~1987년)
- 1939년 - 미국의 영화배우 로버트 월. (~2022년)
- 1943년 - 이탈리아의 영화 촬영 기사 단테 스피노티.
- 1944년 - 일본의 방송인 미노몬타. (~2025년)
- 1955년
  - 조선민주주의인민공화국의 탁구 선수 박영순. (~1987년)
  - 북마리아나 제도의 정치인 아널드 팔라시오스. (~2025년)
- 1956년 - 대한민국의 전 법조인, 성범죄자 김학의.
- 1958년 - 대한민국의 성우 백순철. (~2011년)
- 1964년 - 일본의 정치인 모리 마사코.
- 1965년
  - 대한민국의 성우 김소형.
  - 캐나다의 성전환 수술 데이비드 라이머. (~2004년)
- 1967년
  - 일본의 가수 오카다 유키코. (~1986년)
  - 프랑스의 펜싱 선수 로베르 르루.
- 1968년 - 대한민국의 가수 유지나.
- 1971년 - 영국의 배우 리처드 아미티지.
- 1973년 - 미국의 희극인 겸 배우 크리스틴 위그.
- 1974년 - 대한민국의 배우 설수진.
- 1975년 - 대한민국의 배우 서호철.
- 1976년 - 대한민국의 전 야구 선수 서성민.
- 1977년 - 대한민국의 배우 강대성. (~2010년)
- 1978년 - 잉글랜드의 배우, 방송인 제임스 코든.
- 1980년 - 대한민국의 배우 이나라.
- 1981년 - 대한민국의 축구 선수 장현규. (~2012년)
- 1982년
  - 일본의 성우 고토 마이.
  - 대한민국의 레이싱 모델 최별이.
- 1983년
  - 대한민국의 성우 김진수.
  - 대한민국의 연극배우, 뮤지컬 배우 이정수.
- 1984년
  - 대한민국의 배우 박지연.
  - 터키의 사업가, 통역가, 방송인 에네스 카야.
- 1985년
  - 대한민국의 야구 선수 박근홍.
  - 대한민국의 래퍼 기린.
- 1986년
  - 일본의 배우 키타가와 케이코.
  - 일본의 라이트 노벨 작가 사가라 소.
  - 대한민국의 종합격투기 선수 권아솔.
  - 대한민국의 배우 배유람.
  - 대한민국의 배우 민진웅.
- 1987년 - 대한민국의 전직 스타크래프트 프로게이머 원종서.
- 1988년 - 오스트레일리아의 축구 선수 미첼 랭가랙.
- 1989년
  - 대한민국의 야구 선수 서건창.
  - 대한민국의 배우 박예영.
  - 대한민국의 배드민턴 선수 김사랑.
- 1990년
  - 미국의 야구 선수 드루 허치슨.
  - 미국의 야구 선수 라이언 카펜터.
- 1991년
  - 이탈리아의 축구 선수 페데리코 마케다.
  - 대한민국의 배우 류해준.
  - 대한민국의 배우 손소망.
  - 대한민국의 배우 조보아.
  - 대한민국의 뮤지컬 배우 최원종.
- 1992년 - 대한민국의 가수 김종길 (W24).
- 1994년
  - 일본의 배우, 모델 하마 쇼고.
  - 쿠바의 레슬링 선수 루이스 오르타.
  - 핀란드의 아이스하키 선수 올리 매태.
- 1995년
  - 대한민국의 쇼트트랙 선수 김아랑.
  - 대한민국의 방송인 미미미누.
  - 대한민국의 스타크래프트 프로게이머 박상현.
  - 대한민국의 야구 선수 임동휘. (넥센 히어로즈)
  - 미국의 배우 줄리엣 고글리아.
  - 영국의 가수 두아 리파.
  - 중국의 가수 시카 (피나틱스).
  - 태국의 역도 선수 신파첸 끄루아이통.
- 1996년
  - 대한민국의 가수 소민 (카드).
  - 스페인의 축구 선수 주니오르 피르포.
- 1997년
  - 대한민국의 배우 채빈.
  - 아르헨티나의 축구 선수 라우타로 마르티네스.
  - 미국의 모델, 가수 셀린 패러치.
- 1999년 - 캐나다의 배우 다코타 고요.
- 2000년 - 대한민국의 리그 오브 레전드 프로게이머 페이트.
- 2005년
  - 대한민국의 음악가 겸 배우 강예서.
  - 대한민국의 야구 선수 황준서.

## 사망
- 408년 - 서로마 제국의 장군 스틸리코. (365년~)
- 1350년 - 프랑스의 발루아가 초대 왕 필리프 6세. (1293년~)
- 1485년 - 영국의 왕 리처드 3세. (1452년~)
- 1711년 - 프랑스의 원수 루이 프랑수아 드 부플레르 공작. (1644년~)
- 1904년 - 미국의 단편 소설 작가 케이트 쇼팽. (1850년~)
- 1922년 - 아일랜드의 정치가 마이클 콜린스. (1890년~)
- 1933년 - 대한민국의 독립운동가 남자현. (1872년~)
- 1976년 - 대한민국의 수필가 윤오영. (1907년~)
- 1989년
  - 대한민국의 정치인 강재구. (1927년~)
  - 미국의 행동가, 흑표당의 공동창립자 휴이 뉴턴. (1942년~)
- 2008년 - 대한민국의 배우 안재환. (1972년~)
- 2016년 - 싱가포르의 제6대 대통령 S. R. 나산. (1924년~)
- 2021년 - 대한민국의 정치인 정장현. (1939년~)
- 2022년 - 대한민국의 정치인 허대만. (1969년~)
- 2023년
  - 인도의 수학자 칼리암푸디 라다크리슈나 라오. (1920년~)
  - 대한민국의 정치인 박상우. (1971년~)
  - 미국의 육상 선수 톰 코트니. (1933년~)
  - 이탈리아의 싱어송라이터이자 음악가 토토 쿠투뇨. (1943년~)
- 2024년 - 대한민국의 프로듀서 이주형. (1989년~)

## 기념일
- 국기의 날: 러시아
- 에너지의 날

## 같이 보기
- 전날: 8월 21일 다음날: 8월 23일 - 전달: 7월 22일 다음달: 9월 22일
- 음력: 8월 22일
- 모두 보기